# グアニン四重鎖

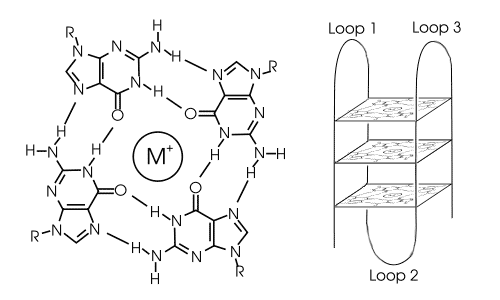
（左）G-カルテット、（右）グアニン四重鎖。G-カルテットは内部に一価の金属イオンを取り込むことで安定化する。

グアニン四重鎖（グアニンよんじゅうさ、英語: G-quadruplex、略称G4）は、グアニン含量が多い（G-richな）DNAおよびRNAの領域に形成される核酸高次構造である。

グアニン四重鎖のモデル

グアニンに富む核酸配列はグアニン四重鎖という構造をとることがある。この構造では4つのグアニン塩基がフーグスティーン型水素結合により平面構造をなす（G-カルテット〈G-quartet〉もしくはG-tetrad）が、これが積み重なってG4構造をなす。G-カルテットにおいては、グアニン塩基の中心に向いた酸素原子の部分負電荷の反発を{\displaystyle {\ce {K+}}}や{\displaystyle {\ce {Na+}}}等の一価の陽イオンが打ち消すことで安定化させている。実験等でG-カルテットを用いる場合、このようにして安定化させる。代表的な配列としてヒトテロメアの(TTAGGG)n、テトラヒメナのテロメアの (TTGGGG)n配列がある。グアニン四重鎖はテロメア以外にプロモーター領域にも多く存在することが知られており、タンパク質核酸複合体を形成するなどして種々の遺伝子の発現制御に関わっていると考えられている。